# Aymen Benabderrahmane
Aymen Benabderrahmane (Argel, 30 de agosto de 1966) é um político argelino e o antigo primeiro-ministro e ministro das Finanças do país (2021-2023). Foi nomeado pelo presidente Abdelmadjid Tebboune, após a renuncia de Abdelaziz Djerad em 12 de junho de 2021.
Ex-governador do Banco Central da Argélia, entre 2019 e 2020, é especialista em finanças, tendo se formado na  Escola Nacional de Administração; e, no início da década de 2000, foi nomeado delegado da Argélia no Fundo Monetário Internacional (FMI), antes de assumir a Direção-Geral dos Impostos, onde ficou durante 11 anos.